# Urbain de Maillé, marquès de Brézé
Urbain de Maillé, marquès de Brézé (Brézé, 1597 - 13 de febrer de 1650), fou mariscal de França (28 de novembre de 1632), senyor de Thévalle i virrei de Catalunya (1641-1642).

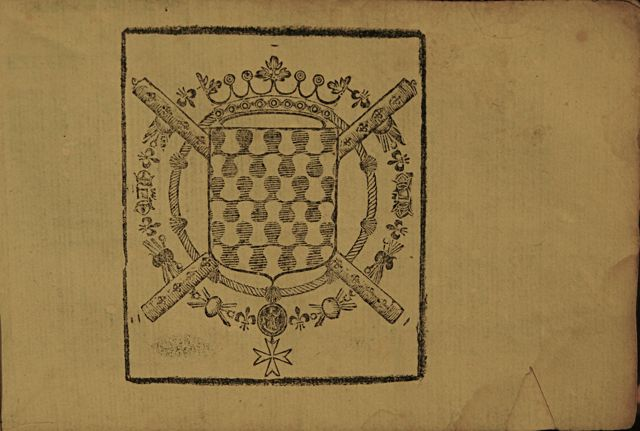
Escut d'armes d'Urbain de Maillé, imprès en el diccionari castellà-francès-català de Pere Lacavalleria, de 1642

## Biografia
Fill de Charles de Maillé-Brézé, escuder i gentilhome ordinari del rei (†1615), i de Jacqueline de Thévalle, fou capità dels guàrdies de corps de la reina mare (1620), governador de Saumur (1626), capità de la 3a companyia francesa dels guàrdies de corps del rei (1627), conseller d'estat (desembre de 1629), mariscal de camp (1630), ambaixador de França a Suècia (1631), governador de Calais, mariscal de França (28 de novembre de 1632), cavaller dels ordes del rei de França (14 de maig de 1633), virrei de Catalunya (17 de novembre de 1641)
El febrer de 1617, la mare d'Urbain va obtenir, contra una forta suma dinerària, l'elevació de la terra familiar de Brézé al marquesat. El 25 de novembre de 1617, Urbain de Maillé-Brézé es casà amb Nicole du Plessis (1587-?), germana del cardenal Richelieu.

## Descendència
- Jean Armand de Maillé-Brézé, (1619-1646), almirall de la marina francesa, que participà en la Guerra dels Segadors.
- Claire-Clémence de Maillé-Brézé, (1628-1694), esposa de Lluís II de Borbó-Condé